# Atari 5200
Der Atari 5200 war eine stationäre Spielkonsole aus dem Jahre 1982 und sollte seinen erfolgreichen Vorgänger Atari 2600 ablösen und den Konkurrenzkonsolen wie dem Intellivision von Mattel Paroli bieten.
Technisch gesehen ist die Konsole mit den Heimcomputern von Atari nahezu identisch, lediglich die Joystickanschlüsse und der Modulport waren inkompatibel. Im Innern des Geräts arbeiten eine 6502C-CPU (Custom-Design des MOS 6502) und die bekannten Custom Chips ANTIC und POKEY, außerdem ist wie bei neueren Atari-Heimcomputern der GTIA vorhanden.
Es wurden jedoch nicht sehr viele Spiele für das neue Gerät herausgebracht, auch weil 1983 der große Crash der Videospielindustrie einsetzte und der 5200 eingestellt wurde. Die Spiele, die es gab, waren qualitativ hervorragend, sie entsprachen jedoch meistens exakt der Heimcomputerversion, nur einige wenige waren deutlich besser. Manche dieser Titel wurden konsequenterweise – u. a. von "Glenn the 5200 Man" – auf die Heimcomputer portiert und illegal verbreitet.
Die doppelte Inkompatibilität sowohl zum 2600 als auch zum Atari 400/800 hielt viele 2600-Besitzer vom Umstieg auf das neue Modell ab. Neueinsteiger hatten auch noch andere Konsolen zur Auswahl, wie das ColecoVision oder Intellivision. Weiterhin gab es Probleme mit den Controllern der Konsole, von denen die meisten bei ihrer Auslieferung nicht funktionierten oder nach kurzer Zeit zerbrachen. Aus diesen Gründen war der Verkaufserfolg des 5200 relativ gering. In Europa erschien er gar nicht erst auf dem Markt.

## Technische Daten
| Prozessor:             | 6502C („SALLY“), 1,79 MHz                        |
| Arbeitsspeicher (RAM): | 16 KB                                            |
| Modulgröße:            | bis 32 KB                                        |
| Farbpalette:           | 256 Farben, 8 bzw. 16 gleichzeitig darstellbar   |
| Grafikchip:            | GTIA                                             |
| Auflösung:             | 320×200                                          |
| Sprites:               | 4+4                                              |
| Soundchip:             | POKEY                                            |
| Soundkanäle:           | 4                                                |
| Erscheinungsjahr:      | 1982 – beide Versionen nur in den USA und Kanada |
| Spielezahl:            | 107                                              |

## Spiele
Von Atari selbst wurden 69 offizielle Spiele für den Atari 5200 veröffentlicht. Die meisten davon sind bekannte Atari-Arcade-Spiele, die größtenteils auch auf dem Atari 2600 erschienen. Viele Spiele nutzen hier jedoch die größere Farbpalette aus. Ferner existieren Spiele von Drittherstellern sowie Homebrew-Spiele.